# Scheckenberg
Das Anwesen Scheckenberg ist ein Einödhof in der mittleren Oberpfalz. Es gehört zur Großen Kreisstadt Schwandorf.

## Lage
Die  Lage auf einer Anhöhe von 500 m ü. M. verleiht  einen  Ausblick über Teile des Naabtals, und bei guter Fernsicht bis zum Arber, zum Osser und weithin über die Grenzen Tschechiens. Der Besitz des Scheckenberges umfasst Ackerland, Wiesen und Waldgebiete. Letztere bilden teilweise die Grenze zwischen dem Landkreis Schwandorf und dem Landkreis Amberg-Sulzbach.

## Geschichte
Das Anwesen gehörte zum Gebiet des Fürstentums Pfalz-Neuburg unter dem Pfalzgrafen Ottheinrich (junge Pfalz). Die Lehensburg war in Burglengenfeld. Der Nachbarhof Gut Siegenthan hatte die Besonderheit, dass durch dieses Anwesen die Grenze zwischen junger und alter Pfalz führte. (Amberg).
Die Ursprünge der Ansiedelung gehen bis Ende des 16. Jahrhunderts zurück. Der Name Scheckenberg wurde im Jahre 1774 zum ersten Mal erwähnt. In den Kirchenmatrikeln wurde das Anwesen vor dieser Zeit mit „Schlegl Leithn“ oder „Schlegl-Hütte“ benannt. In der Zeit vor der Säkularisation lebten mehrere Familien auf der Besiedelung. Die Grundmauern des heutigen Wohnhauses stammen noch aus dem 17. Jahrhundert. Ein Erdkeller ist mit gebrannten Bodenziegel aus der Zeit des 18. Jahrhunderts ausgelegt. Zwischen dem 17. und 18. Jahrhundert war dies ein Wohnort für Henker, Scharfrichter und Abdecker aus  Bayern und Böhmen. Der Gemeindebereich Reichertberg bei Burglengenfeld weist auf die Ursprünge des Scheckenberges hin. Die Henker, Scharfrichter und Abdecker unterlagen der jeweiligen regierenden Gerichtsbarkeit und waren dieser unterstellt. Ab dem 18. Jahrhundert wurde das Anwesen als landwirtschaftlicher Hof bewirtschaftet.
1912 wurde eine Wasserleitung nach Vilssiegenhofen gebaut und zwischen dem Anwesen Scheckenberg und  Gut Siegenthan ein Wasserreservoir errichtet. Am Anwesen führt der Jakobsweg vorbei, welcher bei Tillyschanz beginnt und in Konstanz vorerst endet.